# Aleksandr Jacewicz
Aleksandr Gieorgijewicz Jacewicz (ros. Александр Георгиевич Яцевич, ur. 8 września 1956 w Leningradzie) – rosyjski lekkoatleta startujący w barwach Związku Radzieckiego, płotkarz, medalista mistrzostw Europy.

## Kariera sportowa
Specjalizował się w biegu na 400 metrów przez płotki. Zdobył srebrny medal w tej konkurencji na mistrzostwach Europy w 1982 w Atenach, przegrywając jedynie z Haraldem Schmidem z Republiki Federalnej Niemiec, a wyprzedzając Uwe Ackermanna z Niemieckiej Republiki Demokratycznej. Na mistrzostwach świata w 1983 w Helsinkach nie ukończył biegu eliminacyjnego na tym dystansie.
Jacewicz był mistrzem Związku Radzieckiego w biegu na 400  metrów przez płotki w 1982 oraz wicemistrzem w 1980 i 1981.
Jego rekord życiowy w tej konkurencji – 48,60 s, uzyskany 8 września 1982 w Atenach, stał się pierwszym rekordem Rosji po upadku Związku Radzieckiego (rekord ZSRR należał od 1985 do białoruskiego płotkarza Aleksandra Wasiljewa).